# John D. Whitney
John Dunning Whitney SJ (19 de julho de 1850 - 27 de novembro de 1917) foi um padre católico americano e jesuíta que se tornou o presidente da Universidade de Georgetown em 1898. Nascido em Massachusetts, ingressou na Marinha dos Estados Unidos aos dezesseis anos, onde foi apresentado ao catolicismo por meio de um livro que acidentalmente entrou em sua posse e o levou a se tornar católico. Ele entrou na Companhia de Jesus e passou os próximos vinte e cinco anos estudando e ensinando matemática em instituições jesuítas em todo o mundo, inclusive no Canadá, Inglaterra, Irlanda e nos Estados Unidos em Nova York, Maryland, Boston e Louisiana. Tornou-se vice-presidente do Spring Hill College, no Alabama, antes de ser nomeado presidente da Universidade de Georgetown.
Durante seu mandato de três anos, uma série de melhorias foram feitas no campus, incluindo a conclusão de Gaston Hall, a construção das entradas para Healy Hall. O Hospital Universitário de Georgetown e o que se tornaria a Faculdade de Odontologia também foram estabelecidos. Após o término de seu mandato, ele foi para o Boston College por vários anos como tesoureiro, antes de fazer trabalho pastoral na Filadélfia, Brooklyn e Baltimore, onde se tornou prefeito da Igreja de Santo Inácio. Ele continuou a passar um tempo no Boston College, onde morreu em 1917.

## Vida
John Dunning Whitney nasceu em 19 de julho de 1850, em Nantucket, Massachusetts. Descendente de uma família proeminente, seu pai era Thomas G. Whitney e sua mãe era Esther A. Whitney née Dunning. Sua mãe era uma congregacionalista devota, e ele foi criado nessa fé. Ele foi enviado para várias escolas públicas e privadas, incluindo a Nantucket High School, antes de entrar na Marinha dos Estados Unidos em 1866. Enquanto servia como tenente a bordo do navio- escola USS Mercury, ele teve uma experiência de conversão religiosa.

### Conversão ao catolicismo
A bordo do Mercury, ele costumava discutir religião com um companheiro de bordo, que argumentava que nenhuma das igrejas protestantes era a única igreja verdadeira e que a Igreja de Jesus Cristo dos Santos dos Últimos Dias ou a Igreja Católica era a verdadeira igreja. Ele também foi capaz de comparar as diferentes práticas dos capelães protestantes e católicos a bordo do navio. Suas conversas com seu companheiro de navio convenceram Whitney a considerar "as reivindicações da Igreja Católica". Em agosto de 1870, o Mercury estava em Newport, Rhode Island, para participar da America´s Cup. O capitão convidou um casal católico recém-casado a bordo para retornar à cidade de Nova York das corridas de iate. Enquanto navegava pelo Long Island Sound, a noiva deixou cair um livro ao mar, e o oficial executivo colocou um bote na água para recuperá-lo. Depois de desembarcar em Nova York, a noiva deixou o livro para trás, que Whitney descobriu ser The Invitation Heeded: Reasons for a Return to Catholic Unity, de James Kent Stone, que mais tarde se tornou um padre Passionista conhecido como Padre Fidelis; o livro foi escrito em resposta ao apelo do Papa Pio IX para que todos os cristãos retornem à Mãe Igreja.
Tendo lido o livro repetidamente, ele se aproximou de um dos capelães do navio, Dominic Duranquet, um jesuíta, e declarou que se seu conteúdo fosse verdadeiro, então ele deveria se tornar católico. Depois de ser instruído a orar e estudar mais, ele pediu para ser recebido na Igreja Católica, com Stone como seu padrinho. Em 2 de novembro de 1870 (Dia de Finados), Whitney foi batizado condicionalmente por Duranquet na Igreja de São Paulo, o Apóstolo, em Nova York.

### Educação e ensino
Whitney entrou na Companhia de Jesus em 14 de agosto de 1872, no bairro de Sault-au-Récollet de Montreal, Canadá, onde permaneceu por dois anos. Ele foi para Manresa House no distrito de Roehampton de Londres, Inglaterra, em 1875 para estudar retórica por um ano, e depois para Stonyhurst College em Lancashire por três anos para estudar filosofia. Ele ensinou matemática por um ano, antes de retornar aos Estados Unidos em 1880, onde continuou a ensinar matemática no St. Francis Xavier College, em Nova York, por quatro anos.
Em 1884, ele foi para o Woodstock College, em Maryland, para estudar teologia. No ano seguinte, foi enviado para Mobile, Alabama, onde foi ordenado sacerdote em 15 de agosto de 1885. Ele começou a ensinar matemática em 1886 no Spring Hill College, e acabou se tornando vice-presidente da escola. Depois de quatro anos no Spring Hill College, ele foi para a Irlanda em 1890, onde estudou teologia em Milltown Park em Dublin, antes de retornar a Roehampton para seu terceiro grau em 1892.
Whitney então retornou aos Estados Unidos e começou a ensinar matemática no St. Charles College em Grand Coteau, Louisiana de 1893 a 1895. Ele foi transferido para o Colégio da Imaculada Conceição em Nova Orleans em 1897, e depois para o St. John's College na seção Fordham do Bronx.

## Universidade de Georgetown

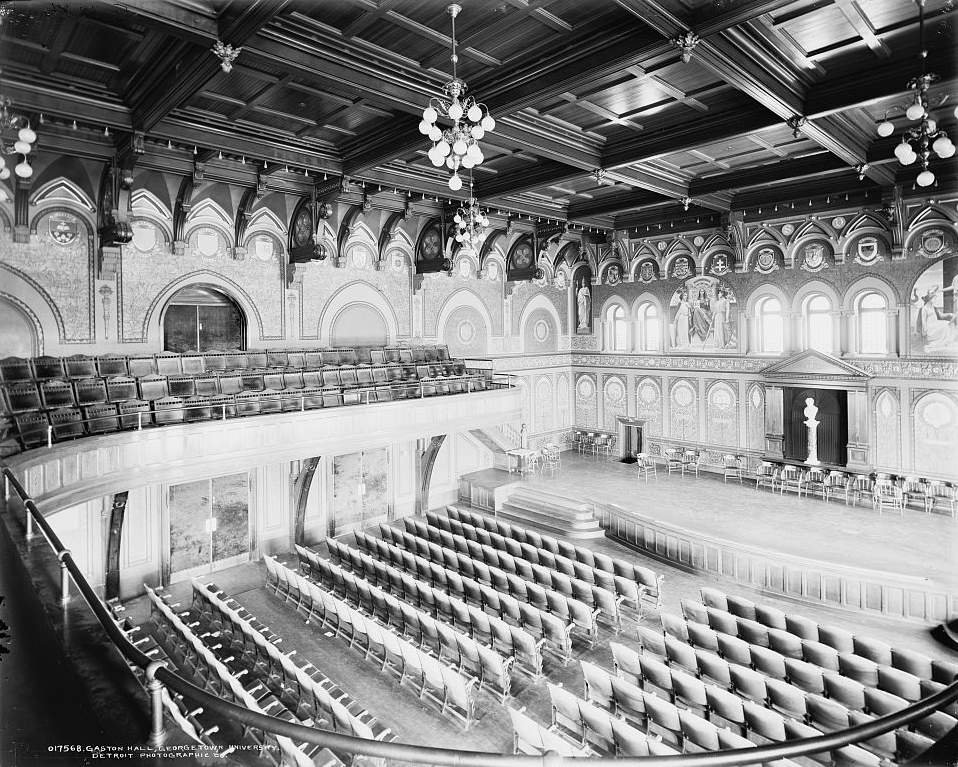
Gaston Hall logo após a conclusão

Whitney foi nomeado presidente da Universidade de Georgetown em 3 de julho de 1898, sucedendo J. Havens Richards. Durante sua presidência, uma série de melhorias no campus foram feitas. O Hospital Universitário de Georgetown foi aberto e o primeiro paciente foi aceito. Gaston Hall foi decorado e concluído em 1901. Naquele ano, ele também recebeu uma doação de Anthony A. Hirst, um rico residente da Filadélfia e ex-aluno do Georgetown College and Law School, para construir a Hirst Library dentro do Healy Hall. As entradas principais e centrais do Healy Hall foram concluídas, as passarelas foram pavimentadas e vários edifícios do campus foram reformados, incluindo a Capela Dahlgren.
Em 1901, Whitney convenceu o corpo docente da Faculdade de Medicina a reconsiderar a proposta de um dentista local, W. Warrington Evans, para absorver seu Washington Dental College como um departamento da faculdade de medicina, uma proposta que ele estava apresentando para a universidade desde 1870. A faculdade de medicina aceitou o acordo em maio de 1901, e o Washington Dental College tornou-se um departamento no final de julho. Acabaria por se tornar a Faculdade de Odontologia da universidade.
Em 14 de maio de 1901, a universidade recebeu o Arcebispo Sebastiano Martinelli, Delegado Apostólico nos Estados Unidos, por ocasião de sua elevação ao Colégio Cardinalício. A grande recepção no Healy Hall contou com a presença dos alunos e professores em seus trajes acadêmicos, bem como muitos dignitários, incluindo o Secretário de Guerra Elihu Root, todos os juízes da Suprema Corte dos Estados Unidos, todos os juízes do distrito da Columbia Court of Appeals, a maioria dos embaixadores estrangeiros nos Estados Unidos, muitos comandantes militares e navais e as faculdades de outras universidades locais. Enquanto Whitney era popular entre os estudantes, o superior provincial jesuíta decidiu não renovar seu mandato como presidente, acreditando que ele havia dado muita ênfase ao atletismo e era esbanjador. O mandato de Whitney como presidente terminou em 11 de julho de 1901, e ele foi sucedido por Jerome Daugherty.

## Anos depois
Após o fim de sua presidência em Georgetown, Whitney tornou-se o tesoureiro do Boston College em 1902, e ocupou esse cargo até 1907. Enquanto em Massachusetts, ele também trabalhou em estreita colaboração com as Irmãs do Bom Pastor. Ele então deixou Boston para assumir o ministério na Igreja de São José na Filadélfia, antes de se tornar prefeito da Igreja de Santo Inácio em Baltimore em agosto de 1909. Ele sucedeu Francis X. Brady, que deixou para se tornar presidente do Loyola College em Maryland, e Whitney ficou estacionado em St. Ignatius pelo resto de sua vida. Enquanto estava em St. Ignatius, dirigiu a congregação da Igreja de Santo Inácio, que administrou a bolsa de estudos WG Read Mullan. Ele passou o ano de 1912 no Brooklyn, longe de sua paróquia. Em maio de 1916, sua saúde começou a se deteriorar, e ele passou parte de 1917 no Boston College em Chestnut Hill, Massachusetts, onde morreu em 27 de novembro daquele ano. Seu funeral foi realizado na Igreja da Imaculada Conceição em Boston, e ele foi enterrado no College of the Holy Cross em Worcester, Massachusetts.